# Сони Ериксон J300
Сони Ериксон J300 је модел телефона из Сони-Ериксонове Ј серије. На светском тржишту телефона појавио се почетком 2005 године.

## Карактеристике
- СМС (са Т9)
- ММС
- имејл клијент (POP3, IMAP4)
- AOL Instant Messenger
- GPRS, WAP 2.0/xHTML browser
- Ringtones: polyphonic (40 voices), MP3, AAC
- Јава (MIDP 2.0)
- Медија плејер
- Built-in hands-free
- Exchangeable covers